# Lijst van racketsporten
Hieronder volgt een lijst van racketsporten, sporten waarbij de spelers gebruikmaken van een racket om de bal of pluim te raken.

## Lijst van racketsporten
- Badminton
- Ball badminton
- Basque pelota
  - Frontenis
  - Jai alai
- Bilbocatch
- Crossminton
- Dynamictennis
- Frescoball
- Jeu de paume
- Lacrosse
- Lotball
- Paddle tennis
- Paddleball
- Padel
- Pickleball
- Pington
- Pitton
- Paleta Frontón
- Pelota mixteca
- Platform-tennis
- Qianball
- Racquetball
- Racquets
- Ricochet (Sports)
- Racketball
- Racketlon
- Rapidball
- Real tennis

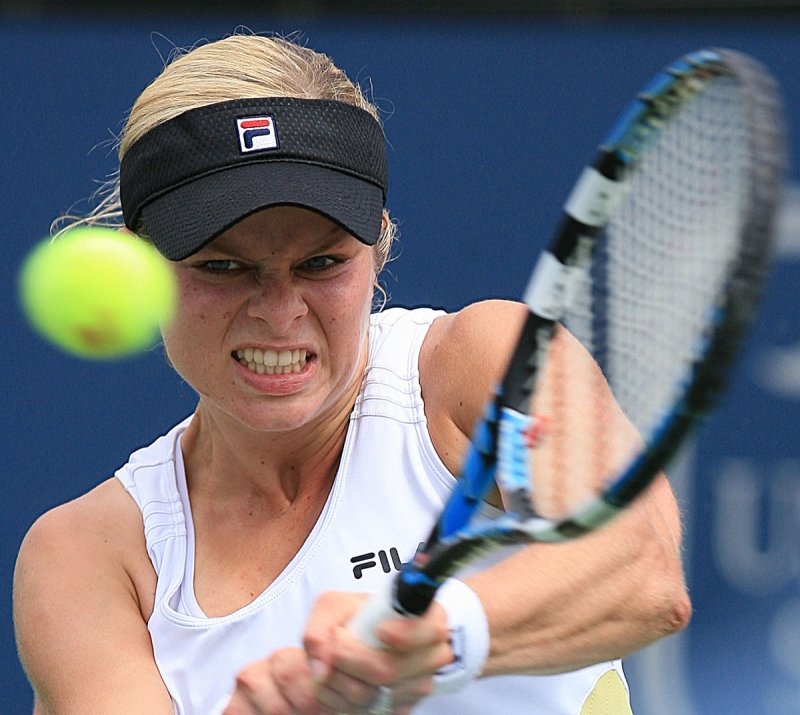
Kim Clijsters tijdens het tennistoernooi Acura Classic 2006 in San Diego

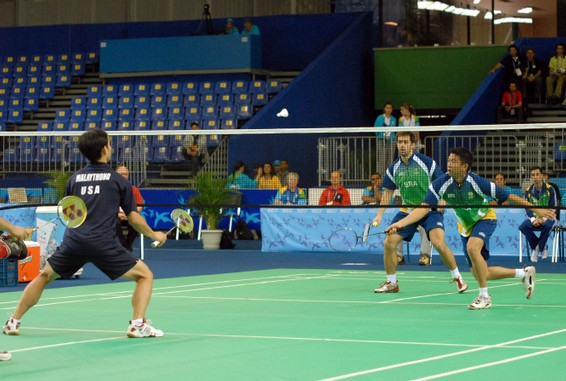
De badmintonwedstrijd tussen Khan Malaythong & Howard Bach (VS) versus Guilherme Kumasaka & Guilherme Pardo (BRA) op de Pan-Amerikaanse Spelen in 2007 te Rio de Janeiro

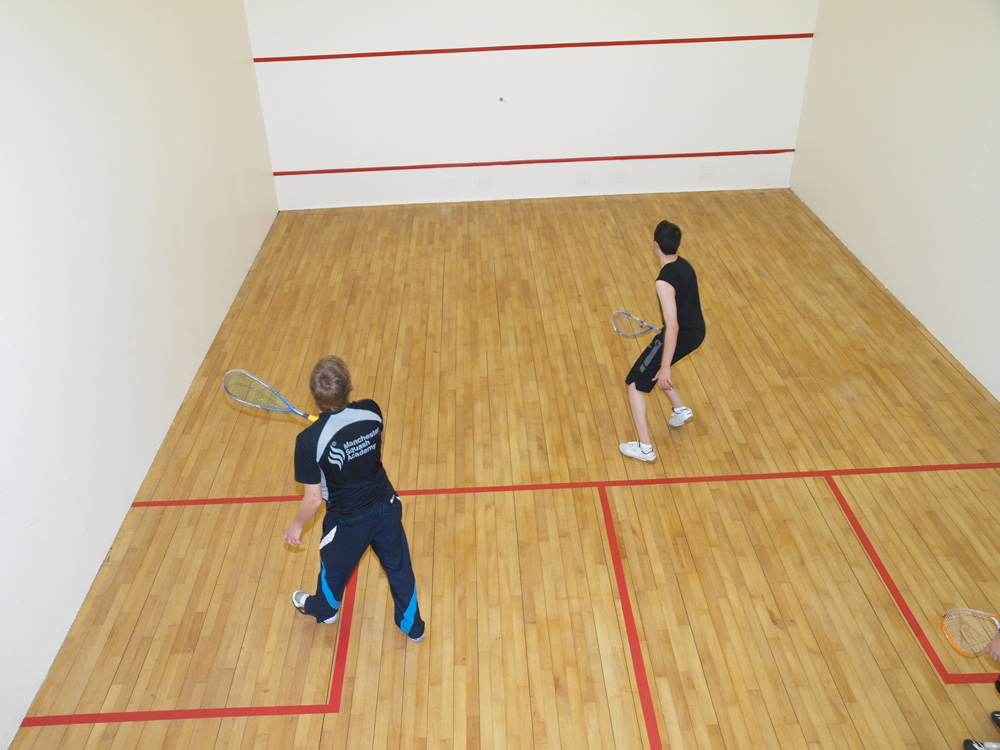
Een wedstrijd squash

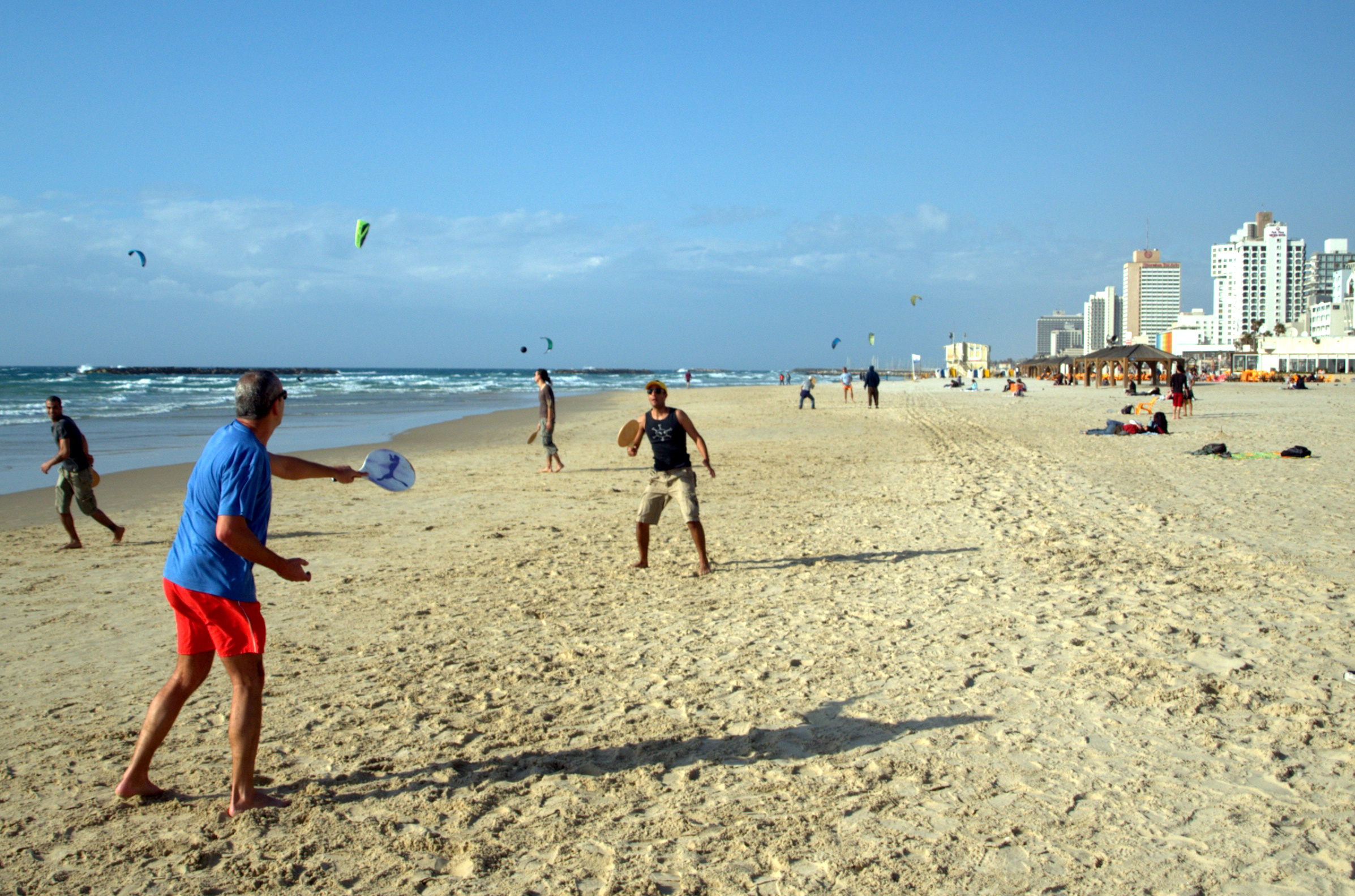
Een wedstrijd matkot, een vorm van strandtennis, in Tel Aviv

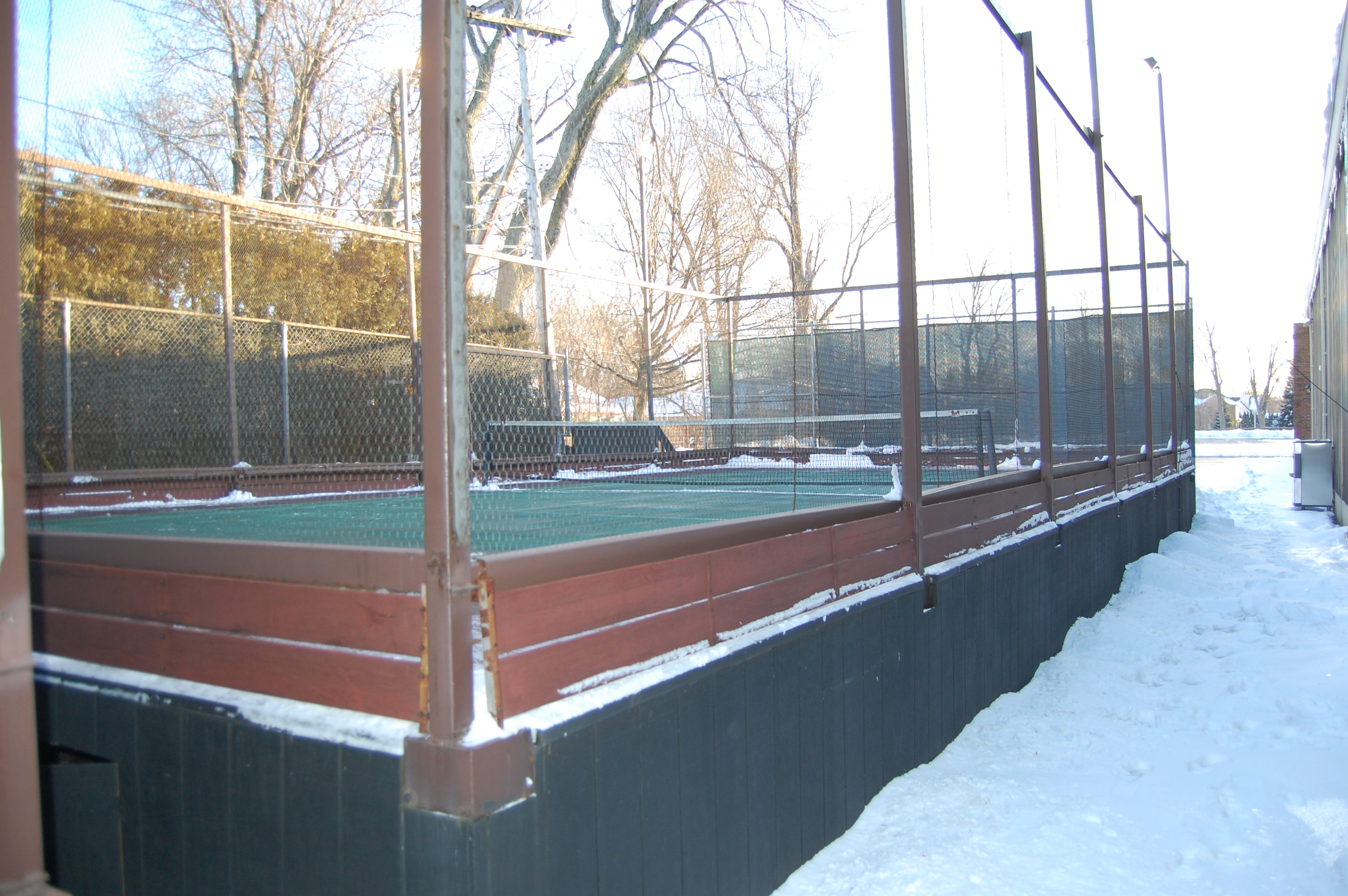
Een platform-tennisbaan

- Ring tennis (geen gebruik van een racket)
- Soft tennis
- Speed-ball
- Squash
  - Hardball squash
- Squash tennis
- Stické
- Strandtennis
  - Matkot
  - Frescobol
- Tafeltennis (pingpong)
- Tennis
- Tennis Polo
- Touchtennis
- Viperball
- Xare